# 馬場昌次
馬場 昌次（ばば まさつぐ）は、安土桃山時代から江戸時代前期にかけての武将。木曽義仲の8代目の子孫である家佐が初めて馬場氏を称した。

## 略歴

### 木曾氏に従い下総に移る
天正18年（1590年）、主君の木曾義昌が下総国阿知戸(網戸)へ移封されると山村良勝・千村良重と共に移り、木曾義昌の子で網戸城主の木曾義利に仕えてたが、木曾義利が不行状により改易されると浪人となり下総国佐倉に住んだ。天正18年（1590年）、主家の木曾義昌は、家康の関東移封に伴って下総国の網戸(阿知戸)に移封することとなり、同年下総国三川村に到着、東園寺に居住し、芦戸地域を整備し、天正19年（1591年）3月、芦戸城（阿知戸）に入った。12月には、馬場氏・千村氏・山村氏ら木曾氏の重臣も移住し、芦戸城の西南には馬場昌次と千村良重の屋敷が、東南には山村良勝の屋敷が配置され、城の南には市場を開けるように町作りが計画された。
義昌の没後は木曾義利に仕えたが、木曽義利が叔父の上松義豊を惨殺するなどの不行状によって、慶長5年（1600年）に木曾氏が改易されると、馬場氏・千村氏・山村氏は浪人となり、下総の佐倉で暮らした。

### 東濃の戦いでの活躍
慶長5年（1600年）の会津征伐では木曾衆の山村良勝や千村良重らとともに小山評定に駆け付け、東軍に加わった。
慶長5年（1600年）山村・千村と共に豊臣方の石川貞清の支配する木曽路の制圧のため出発する時に病となったため同行できず、嫡男の利重とともに下野の小山に留まり、木曽への軍用にあたった。
やがて昌次に山村良勝と千村良勝から木曾谷を制圧したことが伝わり、その詳細を家康に報告したところ賞されて物を賜った。
病が回復した後に徳川秀忠軍が中山道を関ヶ原に向けて進軍すると小笠原信之とともに妻籠城を守備し、他の木曾衆、遠山友政、遠山利景、小里光親らと共に豊臣方の大名が占拠していた美濃国苗木城を攻めて城代の関盛祥を追い出し・岩村城を攻めて城代の田丸中務を降伏させた。(東濃の戦い)。

### 江戸幕府の旗本となる
これらの功績により、戦後に徳川家康より美濃国土岐郡・可児郡・恵那郡の内に計1600石の所領を賜り旗本となり釜戸陣屋を拠点とした(釜戸馬場氏)。
元和2年(1616年)に昌次は、父の馬場昌祐の菩提を弔うために、崇禅寺から籌屋和尚を開山に招いて菩提寺として釜戸村に天猷寺を開基した。
その後、駿府城へ赴き家康に拝謁したこともあったが、多病となって釜戸陣屋で暮らし、元和4年(1618年)7月16日に没した。
法名は玄勝。釜戸村の天猷寺に葬られた。
　